# Galeandra levyae
Galeandra levyae är en orkidéart som beskrevs av Leslie Andrew Garay. Galeandra levyae ingår i släktet Galeandra och familjen orkidéer. Inga underarter finns listade i Catalogue of Life.